# Copelatus nakamurai
Copelatus nakamurai är en skalbaggsart som beskrevs av Borislav Guéorguiev 1970. Copelatus nakamurai ingår i släktet Copelatus och familjen dykare. Inga underarter finns listade i Catalogue of Life.